# Sawang Mane
Sawang Mane is een bestuurslaag in het regentschap Nagan Raya van de provincie Atjeh, Indonesië. Sawang Mane telt 392 inwoners (volkstelling 2010).